# Unione Fincantieri Monfalcone
L'A.S.D. Union Fincantieri Monfalcone, chiamata dai giornali locali anche UFM Monfalcone, è la principale squadra calcistica di Monfalcone, in provincia di Gorizia.

## Storia
La società, con dei pionieri attivi già nel 1912 durante il dominio austro-ungarico, vide l'inizio effettivo dell'attività sportiva solo dopo la fine della prima guerra mondiale.
Il gioco del calcio, già rinato nel 1919, crebbe progressivamente in città fino ad arrivare alla fusione dei due sodalizi monfalconesi, lo S.C. Monfalcone e il G.S. Cantiere Navale Triestino, nate nel 1921, e approdando in Seconda Divisione, il gradino inferiore alla massima categoria nazionale, dopo protesta contro la FIGC che aveva invece selezionato d’ufficio la Triestina.
A sorpresa, vincendo nel 1929 il girone C del campionato di Prima Divisione, fu ammessa alla prima edizione della Serie B, per la stagione 1929-1930. Dopo aver ottenuto agevoli salvezze nei tre tornei successivi, nel novembre del 1932 una grave crisi finanziaria dell'azienda che gestiva il porto (Il Cantiere Navale Triestino) costrinse il club azzurro a ritirarsi dal campionato dopo appena sei giornate, cosa che portò la società alla retrocessione nella categoria inferiore.
Trovatasi in difficoltà nel periodo precedente l'inizio della Guerra d'Etiopia, riuscì a risalire la china e dopo sole tre stagioni ritornò a disputare i campionati nazionali di terzo livello che dal 1935 cambiarono denominazione in Serie C.
Dopo aver interrotto le attività per motivi bellici, nel 1945 la società si divise in due: Associazione Calcio Monfalconese (ACM) e Cantieri Riuniti dell'Adriatico Monfalcone (CRDA Monfalcone). Tale divisione non durò a lungo e, dopo 7 anni di attività individuali, i due team si riunirono sotto il nome di CRDA Monfalcone.
Nel 1962 il Monfalcone vinse il campionato di Serie D e poté quindi partecipare alla Serie C 1962-1963; nel 1968 assunse il nome di Associazione Calcio Monfalcone. Retrocesse dalla Terza Serie al termine del campionato 1970-1971 e per circa un ventennio la squadra disputò campionati di Serie D e di Eccellenza Regionale.
Nel 1993 l'associazione chiuse e, nel 1994, si ricostituì con il nome di Unione Sportiva Calcio Monfalcone. Partendo dalla Terza Categoria, scalò brevemente cinque categorie fino ad ottenere, nel 2002, la promozione in Serie D.
Alla fine della stagione dell'Eccellenza Regionale 2010-11, la squadra fu retrocessa a Promozione, ma decise di effettuare una fusione con la seconda squadra della città, Fincantieri Calcio, al fine di rimanere in Eccellenza e costituire una squadra più forte, da cui derivò anche il nome attuale.
Con la stagione di Eccellenza 2012-13, dopo 10 anni, la squadra venne nuovamente promossa in Serie D dove restò solamente un anno in quanto venne nuovamente retrocessa all'Eccellenza alla fine della stagione 2013-14. Grazie alla vittoria guadagnata in quest'ultimo campionato fu ancora una volta promossa in Serie D, ma non vi restò la stagione successiva a causa della situazione economica della società.
Avendo vinto il campionato 2016-17 in Terza Categoria, la squadra fu promossa in Seconda Categoria, non subendo sconfitte.
Nella stagione 2017-18 l'UFM si aggiudica il record di miglior difesa d'Italia con 1700 minuti di reti inviolate e, con tre giornate d'anticipo, vince il campionato del Girone D - FVG, assicurandosi la promozione in Prima Categoria.

## Campionati disputati
In 101 stagioni sportive a partire dall'incardinamento nel sistema della FIGC nel 1921:
- 60 campionati nazionali
  - di cui 31 professionistici o proto-professionali
- 39 campionati regionali
- 2 campionati provinciali

### Campionati nazionali
In 60 stagioni sportive a partire dall'esordio a livello nazionale in Seconda Divisione nel 1922:
| Categoria | Categoria                 | Partecipazioni | Debutto   | Ultima stagione | Totale |
| --------- | ------------------------- | -------------- | --------- | --------------- | ------ |
| B         | Seconda Divisione         | 4              | 1922-1923 | 1925-1926       | 11     |
| B         | Prima Divisione           | 3              | 1926-1927 | 1928-1929       | 11     |
| B         | Serie B                   | 4              | 1929-1930 | 1932-1933       | 11     |
| C         | Prima Divisione           | 2              | 1933-1934 | 1934-1935       | 20     |
| C         | Serie C                   | 18             | 1938-1939 | 1970-1971       | 20     |
| D         | Promozione                | 4              | 1948-1949 | 1951-1952       | 29     |
| D         | IV Serie                  | 7              | 1952-1953 | 1958-1959       | 29     |
| D         | Serie D (LNSP)            | 9              | 1960-1961 | 1978-1979       | 29     |
| D         | Campionato Interregionale | 6              | 1981-1982 | 1991-1992       | 29     |
| D         | Serie D (LND)             | 3              | 2002-2003 | 2015-2016       | 29     |

### Campionati regionali
In 39 stagioni sportive a partire dall'esordio a livello regionale in Promozione nel 1921:
| Categoria | Categoria           | Partecipazioni | Debutto   | Ultima stagione | Totale |
| --------- | ------------------- | -------------- | --------- | --------------- | ------ |
| I         | Campionato Giuliano | 1              | 1921-22   | 1921-22         | 27     |
| I         | Prima Divisione     | 3              | 1935-1936 | 1937-1938       | 27     |
| I         | Promozione (LND)    | 8              | 1974-1975 | 1987-1988       | 27     |
| I         | Eccellenza          | 15             | 1992-1993 | 2014-2015       | 27     |
| II        | Promozione (LND)    | 6              | 1993-1994 | 2023-2024       | 6      |
| III       | Prima Categoria     | 4              | 1996-1997 | 2020-2021       | 4      |
| IV        | Seconda Categoria   | 2              | 1995-1996 | 2017-2018       | 2      |

### Campionati provinciali
In 1 stagione sportiva a livello provinciale in Terza Categoria nel 1994:
| Categoria | Categoria       | Partecipazioni | Debutto   | Ultima stagione | Totale |
| --------- | --------------- | -------------- | --------- | --------------- | ------ |
| I         | Terza Categoria | 2              | 1994-1995 | 2016-2017       | 2      |

## Palmarès

### Competizioni interregionali
- Prima Divisione: 1

1928-1929
- Serie D: 1

1961-1962

### Competizioni regionali
- Eccellenza: 3

2001-2002, 2012-2013, 2014-2015
- Coppa Italia Dilettanti Friuli-Venezia Giulia: 2

2001-2002, 2009-2010
- Promozione: 1

2023-2024
- Coppa Italia Promozione Friuli-Venezia Giulia: 1

2022-2023
- Prima Categoria: 2

1996-1997, 2020-2021
- Seconda Categoria: 1

2017-2018

### Competizioni provinciali
- Terza Categoria: 2

1994-1995, 2016-2017

### Altri piazzamenti
- Seconda Divisione:

Terzo posto: 1922-1923 (girone E)
- IV Serie:

Secondo posto: 1954-1955 (girone C)
Terzo posto: 1955-1956 (girone D), 1956-1957 (girone D)
- Serie D:

Terzo posto: 1960-1961 (girone C)
- Campionato Interregionale:

Secondo posto: 1958-1959 (girone C)
- Prima Divisione:

Secondo posto: 1937-1938
- Eccellenza:

Secondo posto: 2006-2007, 2008-2009
Terzo posto: 2000-2001, 2007-2008
- Promozione:

Secondo posto: 1949-1950, 1974-1975, 1979-1980, 1983-1984, 1997-1998, 1998-1999
Terzo posto: 1986-1987, 1987-1988
- Seconda Categoria:

Secondo posto: 1995-1996
- Coppa Italia Dilettanti:

Finalista: 2001-2002
- Coppa Italia Dilettanti Friuli-Venezia Giulia:

Semifinalista: 2012-2013, 2014-2015